# Lista de personagens de Naruto Shippūden: Narutimate Accel 3
Esta é uma lista dos personagens que aparecem no jogo Naruto Shippūden: Narutimate Accel 3. Este é o jogo de Naruto com o maior número de personagens apresentados até hoje, sendo 92 personagens no total.
Legenda: 
PTS: Pre-timeskip (personagens antes do shippuuden)
" "= Novo personagem.
| - Menma - Uzumaki Naruto - Uzumaki Naruto (Kyuubi 4 Caudas) - Uzumaki Naruto Sennin " " - Uzumaki Naruto Sennin (Kyuubi 5 Caudas) " " - Haruno Sakura - Sai - Hatake Kakashi - Hyuuga Neji - Rock Lee - Tenten - Might Guy - Nara Shikamaru - Akimichi Chouji - Yamanaka Ino - Sarutobi Asuma - Inuzuka Kiba - Aburame Shino - Hyuuga Hinata - Yuuhi Kurenai - Kazekage Gaara (Shukaku) " " - Kankuro - Temari - Chiyo (Taijutsu) - Chiyo (Com Marionetes) - Uchiha Itachi - Hoshigaki Kisame - Pain " " - Zetsu " " - Deidara - Sasori (Hiruko) - Sasori (Terceiro Kazekage) - Sasori (Forma Marionete) - Juugo " " - Juugo (Marca da maldição Nível 2) " " - Juugo (Marca da maldição Nível 3) " " - Jiraiya - Tsunade - Shizune - Yamato - Orochimaru - Orochimaru (True form) " " - Kabuto Yakushi - Kabuto Yakushi (modo possuido por orochimaru) " " - Konan " " - Uchiha Sasuke - Uchiha Sasuke (Marca da Maldição Nível 2) - Uchiha Sasuke (roupa da Akatsuki) " " - PTS Uzumaki Naruto - PTS Uzumaki Naruto (Kyuubi 1 Cauda) - PTS Uchiha Sasuke - PTS Uchiha Sasuke (Marca da Maldição Nível 2) - PTS Haruno Sakura - PTS Hyuuga Neji - PTS Rock Lee - PTS Rock Lee (Punhos Bêbados) - PTS Tenten - PTS Nara Shikamaru - PTS Akimichi Choji - PTS Akimichi Choji (Borboleta) - PTS Yamanaka Ino - PTS Inuzuka Kiba - PTS Aburame Shino - PTS Hyuuga Hinata - PTS Hyuuga Hanabi - PTS Esquadrão Ninja Konohamaru - PTS Mitarashi Anko - PTS Hashirama Senju (Primeiro Hokage) - PTS Tobirama Senju (Segundo Hokage) - PTS Hiruzen Sarutobi (Terceiro Hokage) - PTS Minato Namikaze (Quarto Hokage) - PTS Gaara - PTS Gaara (Shukaku) - PTS Kankuro - PTS Temari - PTS Kaguya Kimimaro - PTS Kaguya Kimimaro (Marca da Maldição Nível 2) - PTS Sakon e Ukon - PTS Sakon e Ukon (Marca da Maldição Nível 2) - PTS Tayuya - PTS Tayuya (Marca da Maldição Nível 2) - PTS Kidomaru - PTS Kidomaru (Marca da Maldição Nível 2) - PTS Jirobo - PTS Jirobo (Marca da Maldição Nível 2) - PTS Momochi Zabuza - PTS Haku - PTS Kakashi (Pequeno) " " - PTS Obito Uchiha " " - PTS Rin " " - konan |